# Repubblica Solidale
Repubblica Solidale (République solidaire, RS) è un partito politico francese di centro-destra fondato il 18 giugno 2010 da Dominique de Villepin
Villepin, ex-Primo ministro di Jacques Chirac e membro dell'Unione per un Movimento Popolare (UMP), è divenuto con il tempo il maggiore oppositore interno di Nicolas Sarkozy, Presidente dal 2002 e leader incontrastato dell'UMP. La nascita di RS è in vista di una candidatura di Villepin, alternativa sia a Sarkozy sia alla sinistra, nelle elezioni presidenziali in Francia del 2012.
RS ha visto, per ora, l'adesione dell'ex-ministro Brigitte Girardin e del deputato Marie-Anne Montchamp, le quali sono state nominate rispettivamente segretario generale e portavoce del partito. Alcuni deputati e senatori dovrebbero aderire presto, ma non è chiaro se, come e quando lasceranno l'UMP.

## Status giuridico
Gode dello status di associazione secondo la legge del 1901 ed è un gruppo politico ai sensi degli articoli L. 52-8 e L.52-12 del Codice elettorale. Il partito è stato registrato presso la prefettura il giorno prima del congresso di fondazione, il 18 giugno 2010. Le Figaro rileva che il passaggio dallo status di associazione a quello di partito politico faciliterà l'ottenimento di risorse finanziarie.
Dal punto di vista amministrativo, Repubblica Solidale fa derivare il suo nome e status da Courage République. Questo movimento è stato creato come piccolo partito da Dominique de Villepin quando era Primo ministro nel novembre 2006, al fine di raccogliere fondi per la sua eventuale candidatura alle elezioni presidenziali del 2007.

## Struttura

### Presidente
| Immagine | Presidente            | Mandato           | Mandato           | Note |
| -------- | --------------------- | ----------------- | ----------------- | --- |
|          | Dominique de Villepin | 19 giugno 2010    | 19 settembre 2011 | Primo ministro sotto la presidenza di Jacques Chirac dal 2005 al 2007, ha fondato il proprio partito nel 2010 in opposizione alla politica di Nicolas Sarkozy allora Presidente della Repubblica francese. Ha lasciato la presidenza del partito nel 2011 per competere alle elezioni presidenziali del 2012 alle quali non ha potuto presentarsi per mancanza di firme sufficienti. |
|          | Jean-Pierre Grand     | 19 settembre 2011 | 2012              | Deputato per l'Hérault, è stato presidente del partito dal 2011 fino al 2012. |

### Segretario generale
- Brigitte Girardin (2010–2011)
- Marc Bernier (2011–)

### Portavoce
- Marie-Anne Montchamp (2010)
- Daniel Garrigue (2010–2011)
- Brigitte Girardin (2011–)

## Membri
- Brigitte Girardin, ex ministro, segretario generale e portavoce
- Laurent Tessler, tesoriere;
- Jean Bardet, ex deputato della 3a circoscrizione elettorale della Val-d'Oise;
- Azouz Begag, scrittore, sociologo ed ex ministro delegato;
- Marc Bernier, ex deputato della 2a circoscrizione elettorale della Mayenne, vicepresidente del consiglio generale della Mayenne e sindaco di Vaiges;
- Guy Geoffroy, ex deputato della 9a circoscrizione elettorale della Senna e Marna e sindaco di Combs-la-Ville;
- François Goulard, ex deputato della 1a circoscrizione elettorale del Morbihan, presidente del consiglio generale del Morbihan ed ex ministro delegato;
- Jean-Pierre Grand, ex deputato della 3a circoscrizione elettorale dell'Hérault e sindaco di Castelnau-le-Lez;
- Brigitte Klinkert, 2° vicepresidente del consiglio generale dell'Alto Reno;
- Jacques Le Guen, ex deputato della 5a circoscrizione elettorale del Finistère;
- Michel Raison, ex deputato della 3a circoscrizione elettorale dell'Alta Saona e sindaco di Luxeuil-les-Bains;
- Jean Ueberschlag, ex deputato della 4a circoscrizione elettorale dell'Alto Reno e sindaco di Saint-Louis;
- Pierre Jarlier, senatore del Cantal e sindaco di Saint-Flour;
- Jean-Michel Jardry, ex vicepresidente del CNI;
- Didier Colpin, ex sindaco di Noyales;
- Jeanne d'Hauteserre, futuro sindaco LR dell'VIII arrondissement di Parigi (dal 2014);
- Hugues Renson, futuro deputato LREM a Parigi (2017-2022).